# Bettina Wulff
Bettina Wulff (geboren als Bettina Körner, Hannover, 25 oktober 1973) is de vrouw van de voormalige Duitse bondspresident Christian Wulff.

## Biografie
Bettina Körner werd geboren Hannover in de deelstaat Nedersaksen. Zij is het tweede kind van Inge en Horst Körner. Ze bracht haar kindertijd door in Großburgwedel en werd protestants opgevoed.
In 2008 trouwde Körner met Christian Wulff. Zowel Körner als Wulff hadden een relatie voor hun huwelijk. Wulff was 18 jaar getrouwd toen hij in juni 2006 scheidde. Hij en zijn ex-vrouw hebben samen een dochter. Körner heeft eveneens een kind uit een eerdere relatie.
Op 7 januari 2013 maakten Christian en Bettina Wulff bekend dat zij bij een advocaat in Hannover een echtscheidingsconvenant hadden getekend.

## Liefdadigheid
Wulff is beschermvrouwe van de stichting "Eine Chance für Kinder" (Een Kans voor Kinderen). Deze stichting ondersteunt moeders, jonge moeders, baby's en kleuters die zich in moeilijke situaties bevinden. Daarnaast is Wulff begunstiger van de "Deutsche Kinder- und Jugendstiftung" (Duitse Kinder- en Jongerenstichting) en tot februari 2012 ook van "Müttergenesungswerk" (Moedergenezingswerk). Sinds december 2010 is Wulff ook beschermvrouwe van UNICEF Deutschland.